# Klaus Frerichs
Klaus Frerichs (* 22. Mai 1953 in Emden, Ostfriesland) ist ein deutscher Maler und Lehrer.

## Leben
Frerichs wuchs als jüngstes Kind seiner Familie in einer Emder Werftarbeitersiedlung auf. Nach dem Abitur studierte er zunächst Philosophie, Politik- und Sozialwissenschaften an der Universität Hannover. Später wechselte er an die neu gegründete Carl von Ossietzky Universität Oldenburg, an der er Kunst, Politikwissenschaft, Geschichte und Arbeitslehre studierte.
Von 1980 bis 2015 arbeitete er als Lehrer am  Johannes-Althusius-Gymnasium in Emden. In dieser Zeit ermunterte Frerichs seine Schüler im Rahmen des Geschichtsunterrichts verschiedene Themen selbst zu bearbeiten. Dafür gelang ihm immer wieder Zeitzeugen für Interviews zu gewinnen. Dabei entwickelte er einen Leitfaden zur Durchführung regionalgeschichtlicher Unterrichtsvorhaben. Die Ergebnisse der Schülerarbeiten veröffentlichte er im Burkhart Krebs Verlag als Beiträge zur Geschichte des Nationalsozialismus in Emden (1980) und Beiträge zur Geschichte Emdens während der Weimarer Republik (1982).
Im Jahr 2009 begann er, seine künstlerischen Werke öffentlich auszustellen. Klaus Frerichs ist seit 2017 Mitglied im Vorstand der Gesellschaft der Freunde der Johannes a Lasco Bibliothek. Der Kölner Autor Joke Frerichs ist sein Bruder.

## Künstlerisches Schaffen
Die figurativen Werke von Frerichs reflektieren die menschliche Existenz in verschiedenen Lebensphasen, indem sie Fragen nach der Natur des Menschen, seiner Selbstgestaltung und seiner Veränderung aufwerfen. Der Künstler verwebt existenzielle Themen mit persönlichen Erinnerungen, wobei die Darstellung unbekleideter Menschen mit zeitlosen Gesichtszügen eine universelle Aussagekraft erzeugt. Eine dezente Farbpalette und ein durchdachter Bildaufbau verstärken diese Wirkung.
Frerichs überschreitet die Grenzen der Bildsprache, indem er literarische Themen integriert und Bild und Wort miteinander verbindet. Seine Werke zeichnen sich durch eine komplexe Struktur aus, die Bild-im-Bild-Darstellungen, Schrifteinschübe, Bildzitate aus alter und moderner Malerei, gesellschaftspolitische Bezüge sowie autobiografische Elemente kombiniert. Diese Vielschichtigkeit schafft eine teils rätselhafte Bilderwelt, die Raum für individuelle Interpretationen bietet.
In den Jahren 2017 bis 2019 entstand ein umfassender Landschaftszyklus in Schwarz-Weiß, gefolgt von einem zehnteiligen Gemäldezyklus zum Thema „Danse Macabre“ zwischen 2020 und 2022. Frerichs' Werke zeugen somit von einer künstlerischen Reise, die sowohl existenzielle Tiefe als auch eine breite thematische Vielfalt umfasst.

## Ausstellungen
- 2009: Klaus Frerichs, Gemälde und Zeichnungen. Johannes a Lasco Bibliothek, Emden[6]
- 2011: Passionen, Johannes a Lasco Bibliothek, Emden[6][12]
- 2014: Erinnerungen, Johannes a Lasco Bibliothek, Emden[6]
- 2015: Erinnerungen, „kAnzleicaF“, Celle[13]
- 2018: Mit Bildern erzählt, Landesbibliothek Oldenburg, Oldenburg[14][15]
- 2024: verWUND(ER)ungen, Johannes a Lasco Bibliothek, Emden[6][16][17]

## Schriften
- Klaus Frerichs (Hrsg.): Beiträge zur Geschichte des Nationalsozialismus in Emden. Oldenburg 2. Auflage 1980.
- Klaus Frerichs (Hrsg.): Beiträge zur Geschichte Emdens während der Weimarer Republik. Emden 1982.
- mit Gabriele Frerichs, Hermann Roolfs: Der Streik der ostfriesischen Landarbeiter im Jahre 1923. In: Hellmut G. Haasis: Spuren der Besiegten. Band 3, Rowohlt Verlag 1984, ISBN 3-499-16282-2.
- mit Joke Frerichs: einer schreibt, einer malt – Zwei Brüder aus dem Emder Arbeitermilieu finden ihren Weg. 2. überarbeitete Auflage, 2017, ISBN 978-3-00-075948-2.[18][19]
- Klaus Frerichs: Danse Macabre - Diskurs um einen entstehenden Gemäldezyklus 1.  Auflage, 2023, ISBN 978-3-00-075716-7.
- Klaus Frerichs: OPUS - 40 Jahre Malerei 1.  Auflage, 2023, ISBN 978-3-00-076922-1.